# Aéroport d'Auckland
Pour les articles homonymes, voir AKL.
L'aéroport d'Auckland (code IATA : AKL • code OACI : NZAA) est situé à Auckland en Nouvelle-Zélande. Il est le plus gros et le plus fréquenté des aéroports néo-zélandais et sert de plateforme de correspondance à Air New Zealand.

## Galerie

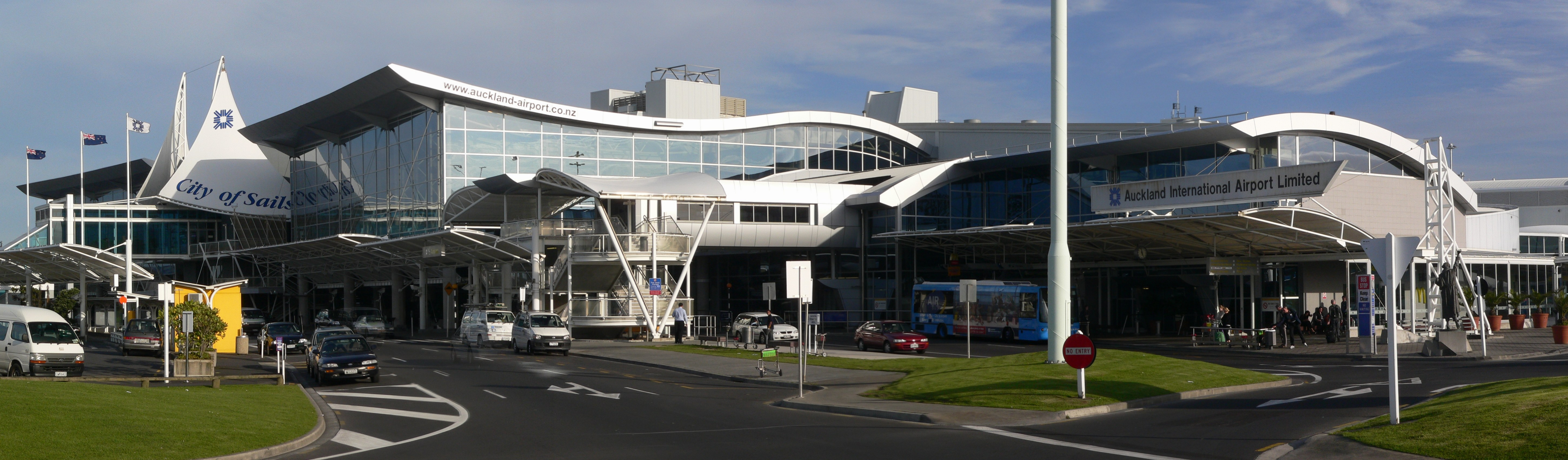
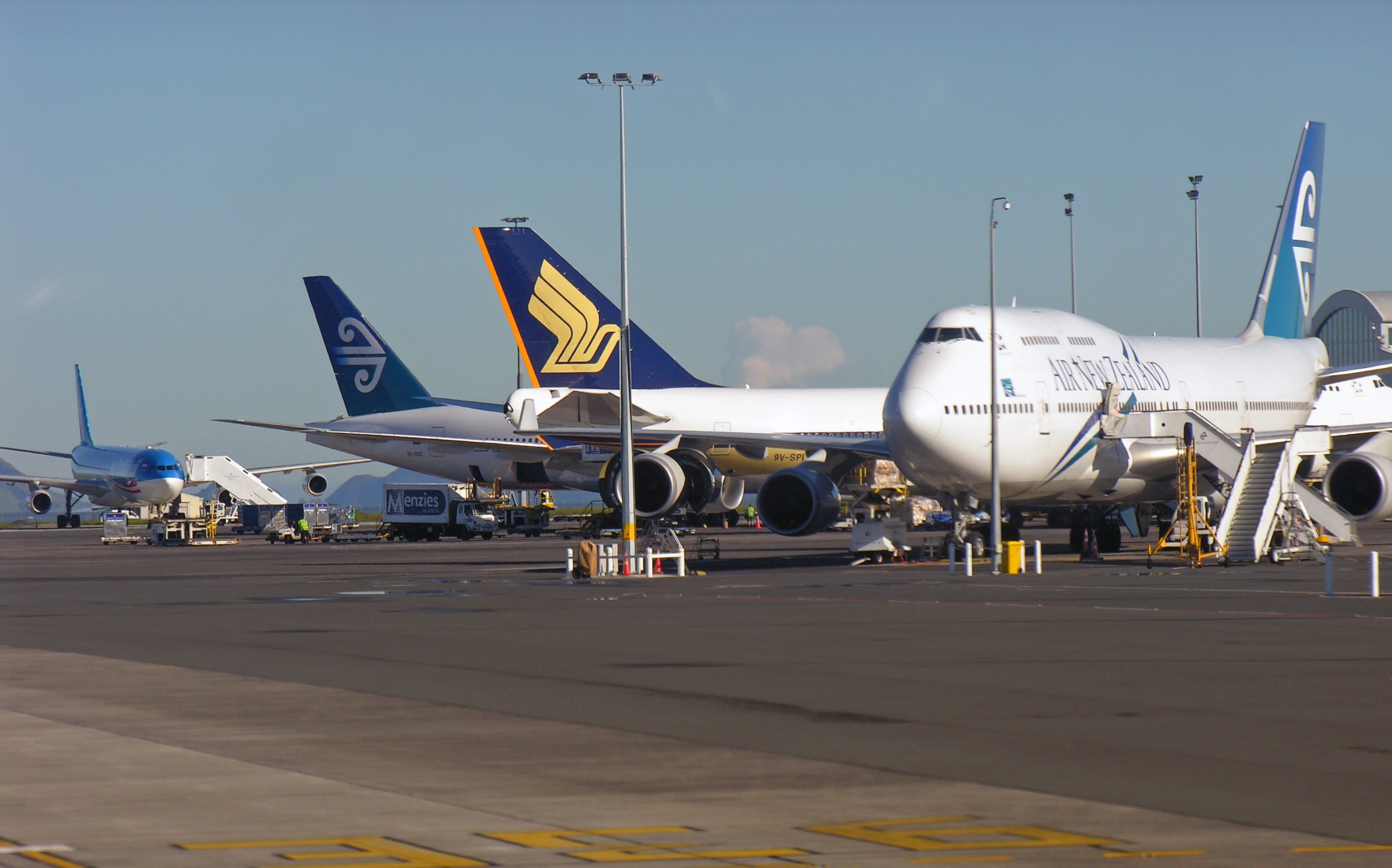
Des avions sur le tarmac d'Auckland.
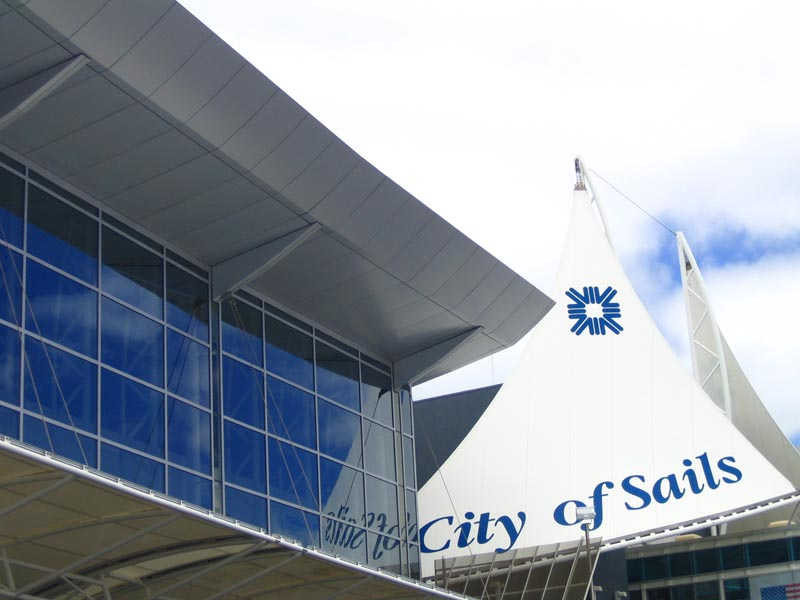
Aéroport international d'Auckland.
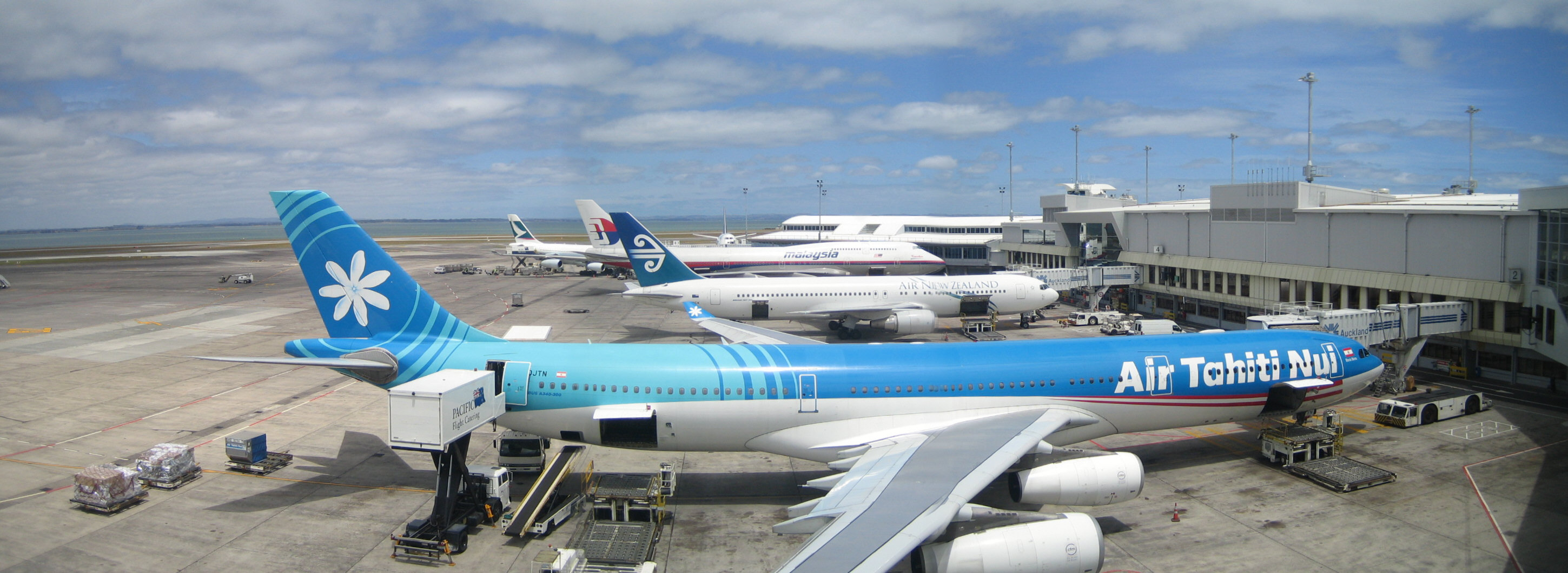
Airbus A340 d'Air Tahiti Nui à l'aéroport international d'Auckland.

## Situation
| \| 50 km1:2 365 000 \| Kapiti Auckland Wellington Chatham · Tuuta Christchurch Dunedin Gisborne Great Barrier Greymouth Hamilton Hokitika Invercargill Kaikoura Kaitaia Kerikeri Nelson New Plymouth North Shore Palmerston North Picton Queenstown Timaru Rotorua Stewart Takaka Taupo Tauranga Wanaka Westport Whakatane Whanganui Whangarei Whitianga Woodbourne |
| 50 km1:2 365 000 |

## Statistiques
Pour des raisons techniques, il est temporairement impossible d'afficher le graphique qui aurait dû être présenté ici.

Voir la requête brute et les sources sur Wikidata.

### Zoom sur l'impact du covid de 2019-2020
Pour des raisons techniques, il est temporairement impossible d'afficher le graphique qui aurait dû être présenté ici.

Voir la requête brute et les sources sur Wikidata.

## Compagnies aériennes et destinations
| Compagnies                              | Destinations |
| --------------------------------------- | --- |
| Air Canada                              | En saison : Vancouver |
| Air Chathams                            | Îles Chatham-Tuuta, Côte de Kapiti, Whakatane (en), Whanganui (en) |
| Air China                               | Pékin-Capitale |
| Air New Zealand                         | - Adélaïde, - Apia-Faleolo, - Blenheim-Woodbourne (en), - Brisbane, - Buenos Aires-Ezeiza, - Chicago-O'Hare, - Christchurch, - Dunedin, - Gisborne, - Gold Coast-Coolangatta, - Hong Kong, - Honolulu, - Houston-George Bush, - Kerikeri (en), - Londres-Heathrow, - Los Angeles, - Melbourne-Tullamarine, - Nadi, - Napier (en), - Nelson (en), - New Plymouth (en), - Niue, - Nouméa - La Tontouta, - Nuku'alofa, - Palmerston North (en), - Tahiti-Faaa, - Perth, - Queenstown, Tasmanie (en), - Rarotonga-Avarua, - Rotorua, - San Francisco, - Shanghai-Pudong, - Singapour-Changi, - Sydney-K. Smith, - Taïwan-Taoyuan, - Taupo (en), - Tauranga (en), Tokyo-Haneda, - Tokyo-Narita, - Vancouver, - Wellington, - Whangarei (en) En saison : - Cairns, - Denpasar-Bali, - Hô Chi Minh Ville (Tân Sơn Nhất), - Osaka-Kansai, - Sunshine Coast (en) |
| Air Vanuatu                             | Port-Vila Bauerfield |
| AirAsia X                               | Gold Coast-Coolangatta, Kuala Lumpur |
| Aircalin                                | Nouméa - La Tontouta |
| American Airlines                       | En saison : Los Angeles |
| Barrier Air                             | Île de la Grande Barrière (en), Kaitaia (en), Okiwi (en) |
| Cathay Pacific                          | Hong Kong |
| China Airlines                          | Brisbane, Taïwan-Taoyuan |
| China Eastern Airlines                  | Shanghai-Pudong |
| China Southern Airlines                 | Canton-Baiyun |
| Emirates                                | Denpasar-Bali, Dubaï |
| Fiji Airways                            | Nadi, Suva-Nausori |
| Fly My Sky                              | Île de la Grande Barrière (en), Okiwi (en) |
| Hainan Airlines                         | Shenzhen-Bao'an |
| Hawaiian Airlines                       | Honolulu |
| Hong Kong Airlines                      | Hong Kong |
| Jetstar Airways                         | Christchurch, Dunedin, Gold Coast-Coolangatta, Melbourne-Tullamarine, Napier (en), Nelson (en), New Plymouth (en), Palmerston North (en), Queenstown, Tasmanie (en), Rarotonga-Avarua, Sydney-K. Smith, Wellington |
| Korean Air                              | Séoul-Incheon |
| LATAM Chile                             | Santiago du Chili-A.-M.-Benítez, Sydney-K. Smith |
| Malaysia Airlines                       | Kuala Lumpur |
| Philippine Airlines                     | Manille-N. Aquino |
| Qantas                                  | Brisbane, Melbourne-Tullamarine, Sydney-K. Smith En saison : Perth |
| Qatar Airways                           | Doha-Hamad |
| Samoa Airways                           | Apia-Faleolo |
| Sichuan Airlines                        | Chengdu-Shuangliu |
| Singapore Airlines                      | Singapour-Changi |
| Tasman Cargo Airlines                   | Sydney-K. Smith |
| Tauck Tours opéré par Alliance Airlines | Charter : Blenheim-Woodbourne (en), Queenstown, Tasmanie (en), Rotorua, Te Anau (en), Wellington |
| Thai Airways                            | Bangkok-Suvarnabhumi |
| Tianjin Airlines                        | Chongqing-Jiangbei, Tianjin Binhai En saison : Xi'an-Xianyang |
| United Airlines                         | En saison : San Francisco |
| Virgin Australia                        | Brisbane, Gold Coast-Coolangatta, Melbourne-Tullamarine, Nuku'alofa, Rarotonga-Avarua, Sydney-K. Smith En saison : Newcastle (Nouvelle Galles du Sud) |

Édité le 04/08/2018

## Accès

### Transport public

#### Route
L’aéroport est connecté à deux routes nationales : State Highway 20a et SH 20b. La première quitte l'aéroport au nord et permet l'accès au centre d'Auckland, la banlieue est et nord, et le Northland. La seconde route quitte l'aéroport à l'est et permet de rejoindre le sud et l'est d'Auckland et le reste de l'île du Nord. En trafic léger, le trajet aéroport-centre-ville dure 40 à 45 minutes. L'aéroport n'est pas connecté directement à une autoroute.

#### Bus et rail
- À partir de l'aéroport, il est possible de rejoindre le centre d'Auckland via le AIRBUS Express. Ce service fonctionne 24h/24 et relie les 2 terminaux au Downtown Ferry Terminal (en), lequel est opposé au Britomart Transport Centre. Depuis Britomart, il y a des bus et des trains express qui permettent de rejoindre la banlieue d'Auckland. AIRBUS s'arrête aussi aux quartiers de Mount Eden et Queen Street. Il faut environ 50 minutes pour rejoindre le terminal de ferry depuis l'aéroport et il y a un bus environ toutes les demi-heures (toutes les 10 minutes en heure de pointe).
- Il y a un autre service de bus le 380 Airporter qui opère entre Onehunga, l'aéroport et Manakau City via la gare de Papatoetoe. Il est possible de rejoindre le centre d'Auckland (gare de Britomart) via des trains express, à partir de Onehunga, Papatoetoe et Manaukau. Les bus à destination de Manaukau opèrent toutes les demi-heures et ceux vers Onehunga toutes les heures. (lundi-vendredi : 5 h 0-23 h 0 et week-end : 6:30-23:40)

## Accidents et incidents
Les accidents et incidents, qui survinrent au niveau ou à proximité de l'aéroport d'Auckland, comprennent :
- 4 juillet 1966 : un  Douglas DC-8 d'Air New Zealand à l'entraînement de vol s'écrasa sur la piste peu de temps après avoir décollé, tuant deux des cinq membres de l'équipage (il n'y avait pas de passager à bord) ;
- le 17 février 1979, le vol 4374 d'Air New Zealand s'écrasa dans le mouillage de Manukau Harbour, alors qu'il était en phase finale d'approche. Un membre d'équipage et un membre de l'équipe de direction furent tués ;
- le 31 juillet 1989, un Convair 340/580 de  Air Freight NZ (en) s'écrasa peu de temps après avoir décollé de nuit. Les trois membres de l'équipage furent tués.